# Torneio Pré-Olímpico de Voleibol Masculino de 2012 - África
O torneio pré-olímpico de voleibol masculino da África de 2012 foi disputado de 17 a 21 de janeiro de 2012. Seria disputado por seis equipes porém, com a desistência da seleção do Níger, apenas cinco seleções participaram. A Tunísia foi a campeã do torneio e assegurou vaga nos Jogos Olímpicos de 2012.

## Equipes participantes
| Equipe   | Participações olímpicas          | Melhor participação |
| -------- | -------------------------------- | ------------------- |
| Argélia  | 1 (1992)                         | 1992 (12º)          |
| Camarões | nenhuma                          | -                   |
| Egito    | 4 (1976, 1984, 2000, 2008)       | 1984 (10º)          |
| Gana     | nenhuma                          | -                   |
| Tunísia  | 5 (1972, 1984, 1988, 1996, 2004) | 1984 (9º)           |

## Classificação
|     |          |     | Jogos | Jogos | Jogos | Pontos | Pontos | Pontos | Sets | Sets | Sets  |
| Pos | Equipe   | Pts | T     | V     | D     | V      | P      | R      | V    | P    | R     |
| --- | -------- | --- | ----- | ----- | ----- | ------ | ------ | ------ | ---- | ---- | ----- |
| 1   | Tunísia  | 8   | 4     | 4     | 0     | 12     | 2      | 6.000  | 341  | 297  | 1.148 |
| 2   | Egito    | 7   | 4     | 3     | 1     | 10     | 5      | 2.000  | 362  | 307  | 1.179 |
| 3   | Camarões | 6   | 4     | 2     | 2     | 9      | 8      | 1.125  | 381  | 371  | 1.027 |
| 4   | Argélia  | 5   | 4     | 1     | 3     | 5      | 9      | 0.556  | 309  | 318  | 0.972 |
| 5   | Gana     | 4   | 4     | 0     | 4     | 0      | 12     | 0.000  | 200  | 300  | 0.667 |

## Resultados
| Data   | Hora  |             | Placar |             | Set 1 | Set 2 | Set 3 | Set 4 | Set 5 | Total   | Relatório |
| ------ | ----- | ----------- | ------ | ----------- | ----- | ----- | ----- | ----- | ----- | ------- | --------- |
| 17 Jan | 16:00 | Egito       | 1–3    | ' Tunísia'  | 23–25 | 25–16 | 27–29 | 23–25 |       | 98–95   | 98–95     |
| 17 Jan | 18:00 | 'Camarões ' | 3–0    | Gana        | 25–18 | 25–16 | 25–12 |       |       | 75–46   | 75–46     |
| 18 Jan | 16:00 | Gana        | 0–3    | ' Egito'    | 21–25 | 8–25  | 17–25 |       |       | 46–75   | 46–75     |
| 18 Jan | 18:00 | Argélia     | 2–3    | ' Camarões' | 24–26 | 25–19 | 22–25 | 27–25 | 18–20 | 116–115 | 116–115   |
| 19 Jan | 16:00 | 'Egito '    | 3–0    | Argélia     | 25–21 | 25–19 | 26–24 |       |       | 76–64   | 76–64     |
| 19 Jan | 18:00 | 'Tunísia '  | 3–0    | Gana        | 25–22 | 25–13 | 25–21 |       |       | 75–56   | 75–56     |
| 20 Jan | 16:00 | Argélia     | 0–3    | ' Tunísia'  | 17–25 | 16–25 | 21–25 |       |       | 54–75   | 54–75     |
| 20 Jan | 18:00 | Camarões    | 2–3    | ' Egito'    | 25–27 | 25–23 | 25–23 | 20–25 | 7–15  | 102–113 | 102–113   |
| 21 Jan | 14:00 | Gana        | 0–3    | ' Argélia'  | 15–25 | 19–25 | 18–25 |       |       | 52–75   | 52–75     |
| 21 Jan | 18:00 | 'Tunísia '  | 3–1    | Camarões    | 21–25 | 25–20 | 25–23 | 25–21 |       | 96–89   | 96–89     |